# Кларкс Гроув (Минесота)
Кларкс Гроув (енгл. Clarks Grove) град је у америчкој савезној држави Минесота.

## Демографија
По попису из 2010. године број становника је 706, што је 28 (-3,8%) становника мање него 2000. године.
| Група             | 2000.       | 2010.       |
| Белци             | 693 (94,4%) | 639 (90,5%) |
| Афроамериканци    | 0 (0,0%)    | 4 (0,6%)    |
| Азијати           | 2 (0,3%)    | 3 (0,4%)    |
| Хиспаноамериканци | 39 (5,3%)   | 48 (6,8%)   |
| Укупно            | 734         | 706         |